# Есенна кожа
„Есенна кожа“ (на испански: Piel de otoño) е мексиканска теленовела, режисирана от Лили Гарса и Маурисио Родригес и продуцирана от МаПат Лопес де Сатарайн за Телевиса през 2004 г. Адаптация е на мексиканската теленовела Белези на душата от 1986 г., създадена от Лиляна Абуд, с либрето от Ерик Вон и Линди Гиакоман.
В главните роли са Лаура Флорес и Рене Стриклер, а в отрицателните – Серхио Гойри и Сабине Мусиер. Специално участие взема първата актриса Ракел Олмедо.

## Сюжет
С любов и безусловна подкрепа, която получава от съпругата си Лусия, Рамон Мендоса напредва в работата си, постигайки отлично икономическо положение. Двете им деца, Лиляна и Мигел Анхел, са посещавали най-добрите училища и никога не са живели в нищета, както родители им в началото на своя брак.
Въпреки това, Лусия не е щастлива. Рамон се е превърнал в материалист и жесток човек. Той непрекъснато я унижава и е направил така че техните деца са загубили уважение към нея. Лиляна, разглезена и капризна, последва гаджето си в Испания, където забременява и е изоставена.
Скривайки майчинството си, Лиляна оставя дъщеря си Наталия на грижите за монахини и се завръща в Мексико, където краде пари от баща си, за да се грижи за бебето. Мигел Анхел от своя страна е мързеливо и безотговорно момче, което вярва, че заслужава всичко.
Лусия се превръща в сянка, несигурно и тъжно същество, което не знае къде са изчезнали мечтите ѝ. Единствените ѝ щастливи моменти са, когато е сама пред компютър, и отваря сърцето си към душа-близнак, която я разбира и съветва и в която, постепенно и в мълчание, се влюбва – в този мистериозен човек, чието лице тя може само да си представи, чийто глас никога не е чувала и който подписва посланията си просто като „Вятъра“.
Приятелката ѝ Росарио също носи тежък кръст. Тя трябва да избяга с децата си, защото съпругът ѝ е психопат, който я бие непрекъснато. Едуардо и Габриела не помнят в действителност какъв човек е бил Виктор; Росарио им ги кара да повярват, че баща им е бил любящ и отговорен човек, умрял, когато са били малки.
Тази лъжа създава голяма разрив между Росарио и децата ѝ, когато Виктор ги открива. Като част от заговора той печели приятелството на децата си; Габриела оставя да живее с него, а Росарио живее в постоянен ужас за живота на дъщеря си.
Историята на Триана е история за голямата любов. Тя открива съпруга си в лицето на най-добрия си приятел, но преди три десетилетия Триана напуска Испания и пристига в Мексико, и се запознава с Мартин, с когото живее в продължение на много години в любов и щастие.
Но след смъртта на любимия си Мартин, Триана открива, че скоро ще се събере отново с него, тъй като е диагностицирана с рак. Когато получи съобщението, че съпругът ѝ в Испания е починал и че е наследила цялото му състояние, Триана се смее на иронията на съдбата.
Преди да умре, Триана завещава на Росарио апартамента си в град Мексико, а на Лусия – наследството от Испания. Росарио и Лусия изпитват голяма болка за загубата на скъпата си приятелка и благодарност за нейната щедрост.
Един ден Лусия открива, че Лиляна има дъщеря, която иска да предаде за осиновяване. Лусия, която е прекарала детството си в сиропиталище, няма да позволи внучката ѝ да страда, както е страдала самата тя.
Твърдо решена, Лусия се изправя срещу Лиляна, която отказва да признае съществуването на малкото момиче. Лусия отива при Рамон, за да потърси помощта му, но го намира с любовницата му Ребека.
Съсипана, Лусия получава последния удар от сина си, който я обвинява, че е причината за раздялата му с последното му завоевание. С разбита душа и усещане, че е пречка за семейството си, тя отива в Испания, за да започне нов живот и да се опита да намери малката Наталия.
В Испания тя се среща с трима приятели на Триана – Сантяго, известен художник, Хорди и Маите, които я посрещат и ѝ предлагат дом. Сантяго и Лусия се чувстват привлечени един към друг. На Сантяго, който в действителност се оказва „Вятъра“, Лусия може да предложи само приятелството си, тъй като се чувства омъжена жена.
Скоро Рамон иска развод и бракът им е разтрогнат. Лусия може да започне живота си от начало със Сантяго. Докато компанията на Рамон се срива от дългове и животът на децата им потъва в заблуда и празнота, Лусия се превръща в нова, елегантна жена, която е сигурна в себе си.
Лусия открива таланта си на финансист, след като става съдружник на Маите, а материалното ѝ състояние нараства значително. Нещо повече, щастието ѝ е огромно, когато с помощта на Сантяго най-накрая открива Наталия.
Вече Лусия е твърдо решена да се върне в Мексико, за да се изправи пред страховете си, решена да поеме юздите на своята съдба. Любовта, която Сантяго ѝ е показал, е съживила есенната ѝ кожа, тъй като за любовта възраст няма.

## Актьори
Част от актьорския състав:
- Лаура Флорес – Лусия Виляреал
- Рене Стриклер – Сантяго Местре
- Серхио Гойри – Рамон Мендоса
- Сабине Мусиер – Ребека Франко
- Ракел Олмедо – Триана Гаястеги
- Херардо Мургия – Густаво Хелман
- Мария Марсела – Росарио Руис де Гутиерес
- Мануел Ландета – Виктор Гутиерес
- Алехандро Авила – Бруно Дордели
- Лурдес Рейес – Клаудия Ламбари
- Андреа Торе – Габриела Гутиерес Руис
- Йоланда Вентура – Маите Гомес
- Хорхе де Силва – Едуардо Гутиерес Руис
- Флоренсия де Сарачо – Лиляна Мендоса Виляреал
- Агустин Арана – Пабло Кастаниеда
- Франко Гала – Мигел Анхел Мендоса Виляреал
- Луис Хавиер – Хорди Сампейро
- Карлос де ла Мота – Диего
- Освалдо Бенавидес – Дамян
- Клаудия Тройо – Кармина

## Премиера
Премиерата на Есенна кожа е на 9 май 2005 г. по Canal de las Estrellas. Последният 100. епизод е излъчен на 23 септември 2005 г.

## DVD
Телевиса пуска в продажба теленовелата в DVD формат.

## Награди и номинации
Награди TVyNovelas 2006
| Категория                           | Номиниран(а)                 | Резултат   |
| ----------------------------------- | ---------------------------- | ---------- |
| Най-добър актьор в главна роля      | Рене Стриклер                | Номиниран  |
| Най-добър актьор в отрицателна роля | Серхио Гойри                 | Печели     |
| Най-добра първа актриса             | Ракел Олмедо                 | Номинирана |
| Най-добра музикална тема            | Esta ausencia (Давид Бисбал) | Номиниран  |

Награди Bravo
| Година | Категория                           | Номиниран    | Резултат |
| ------ | ----------------------------------- | ------------ | -------- |
| 2006   | Най-добър актьор в отрицателна роля | Серхио Гойри | Печели   |

Награди TV Adicto
| Година | Категория                        | Номиниран(а) | Резултат |
| ------ | -------------------------------- | ------------ | -------- |
| 2005   | Най-добър злодей                 | Серхио Гойри | Печели   |
| 2005   | Най-добър персонаж               | Ракел Олмедо | Печели   |
| 2005   | Най-добра мексиканска теленовела | МаПат        | Печели   |

## Версии
- Есенна кожа е римейк на мексиканската теленовела Белези на душата, продуцирана от Еухенио Кобо за Телевиса през 1986 г., с участието на Норма Ерера, Херман Роблес и Грегорио Касал.